# جون دي هارت
جون دي هارت (بالإنجليزية: John De Hart)‏ هو محامي وقاضي وسياسي أمريكي، ولد في 25 يوليو 1727 في إليزابيث في الولايات المتحدة، وتوفي في 1 يونيو 1795.